# Витхаятхил, Варкай
Мар Варкай Витхаятхил (англ. Varkey Vithayathil, малаял. വർക്കി വിതയത്തിൽ; 29 мая 1927, Парур — 1 апреля 2011, Эрнакулам) — редемпторист, глава Сиро-малабарской католической церкви, индийский кардинал. Титулярный архиепископ Акриды с 11 ноября 1996 по 19 апреля 1997. Титулярный архиепископ Антиное и апостольский администратор sede vacante et ad nutum Sanctæ Sedis Эрнакулам-Ангамали с 19 апреля 1997 по 18 декабря 1999. Верховный архиепископ Эрнакулам-Ангамали Сиро-малабарской Церкви с 18 декабря 1999 по 1 апреля 2011. Кардинал-священник с титулом церкви Сан-Бернардо-алле-Терме с 21 февраля 2001.